# هوکن الینگسن
هوکن الینگسن (انگلیسی: Håkon Ellingsen; ۲۵ نوامبر ۱۸۹۴ – ۲۲ اکتبر ۱۹۷۱) قایقران روئینگ اهل نروژ بود.